# You’re the Best Thing That Ever Happened to Me (album)
You're the Best Thing That Ever Happened to Me – trzydziesty pierwszy studyjny album muzyczny piosenkarza Deana Martina z 1973 wydany przez wytwórnię Reprise Records. 
Album ten został ponownie wydany na płycie CD przez Hip-O Records w 2009 roku. 

## Utwory
| A1 | Free To Carry On                               | 2:42 |
| A2 | You're The Best Thing That Ever Happened To Me | 3:59 |
| A3 | I'm Confessin' (That I Love You)               | 3:02 |
| A4 | Amor Mio                                       | 2:40 |
| A5 | You Better Move On                             | 2:22 |
| B1 | Tie A Yellow Ribbon ('Round The Old Oak Tree)  | 2:46 |
| B2 | Baby Won't You Please Come On                  | 2:28 |
| B3 | I Don't Know Why                               | 2:53 |
| B4 | Gimme A Little Kiss (Will Ya, Huh!)            | 2:38 |
| B5 | Get On With Your Livin'                        | 2:44 |